# Bitwa pod Changsha (1941)
II bitwa pod Changsha – bitwa stoczona pomiędzy Republiką Chińską a Japonią w dniach 6 września – 8 października 1941 r. o kontrolę nad miastem Changsha ( stolica prowincji Hunan). W jej trakcie chińska Armia Narodowo Rewolucyjna (ANR) pokonała Cesarską Armię Japońską (IJA).

## Rys sytuacyjny
Sytuacja walczącej Republiki po klęsce ofensywy zimowej w 1939 r., była ciężka. Rząd Nankiński Wang Jingweia stanowił coraz poważniejszego rywala dla Rządu Narodowego.`Japończycy prowadzili nasilone bombardowania terenów podległych Rządowi Narodowemu, a w maju 1940 r. ruszyła japońska ofensywa na miasto Yichang w prowincji Hubei, zakończona zdobyciem miasta. Topniała też liczba krajów które mogły realnie pomóc Republice. W Europie Francja została pokonana a Wielka Brytania toczyła ciężkie walki o przetrwanie mimo działań III Rzeszy. Japonia zażądała od Francji i Wielkiej Brytanii zamknięcia granic Wietnamu i Birmy, by zablokować prowadzony transport drogowy z prowincji Yunnan do Mjanmy i kolejowy z Yunnanu do Wietnamu. Cesarstwo chciało w ten sposób całkowicie odciąć Chiny od świata zewnętrznego. ZSRS zawarł 13 kwietnia 1941 r. pakt o nieagresji z Japonią, więc nie chciała drażnić Cesarstwa i wstrzymała pomoc wojskową dla ANR. Koniunktura stawała się dla Chin korzystniejsza jedynie w Stanach Zjednoczonych, ale pożyczki udzielane przez to państwo od 1939 r. były tylko kroplą w morzu chińskich potrzeb.
Rok 1941 nie zaczął się jednak dla Republiki tak źle, jak się spodziewano. Jednostki japońskiej 11. Armii były tak rozproszone, że nie mogły rozpocząć akcji ofensywnej.Sowieci niespodziewanie wznowili tymczasowo wysyłanie zaopatrzenia dla Chin. Stalin mimo zawarcia paktu o nieagresji z Japonią, nadal obawiał się polityki japońskiej. Na południe od Yangzi Armii Narodowo-Rewolucyjnej udało się odnieść lokalny sukces. Chińczycy podjęli skuteczną akcję przeciwko 33. i 34 Dywizji japońskiej, zadając im poważne straty liczące około 15 tys. żołnierzy. Miało to miejsce nad rzeką Jin Jiang. Nacjonaliści odnieśli także sukces w rywalizacji z komunistami, zmuszając 4 Armię czerwonych do odejścia z obszarów na południe od Yangzi na północ od Huang He. Doszło do starć pomiędzy obiema stronami.
W walce w południowym Hunanie ANR posłużyła się taktyką przejściowego odwrotu z kontruderzeniem. Japończycy uzyskali postęp jedynie w prowincji Shanxi, gdzie zajęli terytoria bogate rolniczo, które były cennym źródłem zboża i rekruta dla Rządu Narodowego. Wcześniej IJA odniosła zdecydowany sukces w bitwie o Zhongyuan („równiny centralne”). Czang Kaj-szek określił starcie jako największa hańba w dziejach wojny przeciwko Japonii. Po zawarciu paktu z Japonią Stalin ostatecznie przerwał wysyłanie pomocy do Chin. ZSRS nadal jednak wysyłał do Chin swoich doradców wojskowych. Głównym spośród nich był generał Wisilij Czujkow, późniejszy dowódca obrony Stalingradu. Łącznie w Chinach przebywało około 1,5 tys. oficerów Armii Czerwonej, zajmowali się m.in. ocenianiem przydatności różnych typów broni, podobnie jak w trakcie wojny w Hiszpanii.
W pierwszych miesiącach 1941 r. toczyły się w Japonii zażarte dyskusję z udziałem rządu i przedstawicieli Sztabu Generalnego. Rozmowy dotyczyły głównie działań wobec Stanów Zjednoczonych. W związku z tym wśród decydentów w Tokio powstał nierealny pomysł zakończenia wojny z Chinami. 13 września ludzie Hidekiego Tōjō, przedstawili na Konferencji Połączonej dokument pt. O podstawowych warunkach pokoju między Chinami a Japonią. Chiny po zawarciu ewentualnego pokoju miały prowadzić współpracę gospodarczą z Japonią, uznać Mandżukuo, rządzić miał nimi Wang Jingwei, a na ich terytorium miały stacjonować wojska japońskie. Był to plan nierealny na który Rząd Narodowy nigdy by się nie zgodził.
Tymczasem mimo wywodów w Tokio o wycofaniu się z Chin, Cesarska Armia Japońska podejmowała kolejne operację zaczepne. Celem Japonii stała się 9 Strefa Wojenna gen. Xue Yue, a właściwie miasto Changsha. Stolica prowincji Hunan była już wówczas znana jako legendarny punkt oporu, z powodu skutecznej obrony przed 11. Armią Japońską w roku 1939. Wojska Xue od dwóch lat nie starły się w większej bitwie z Japończykami, ponieważ skupili oni swe siły na innych regionach Chin. Z powodu problemów z transportem i łącznością wojska Xue trudno było wyprowadzić, toteż ich morale i gotowość bojowa spadała. Dowodzący japońską 11.Armią gen. Anami Korechika, szedł na Changsha z 120 tys. żołnierzy, wspieranych w dobrze nawodnionym terenie 20 statkami i dwoma setkami motorówek. Z powodu przebazowania lotnictwa japońskiego poza Chiny, wojska te miały tylko 100 samolotów. Generał Xue, otrzymał od wywiadu ostrzeżenie o nadciągającym uderzeniu. W porozumieniu z centralą, wybudował on szereg linni obronych i punktów oporu. Miały one być przeznaczane do stopniowego wycofywania. Przemieścił on większość swoich wojsk, w sile 30 dywizji w obszar pomiędzy Bingjiangiem, Liuyangiem i Zhuzhou. Miały one tam oczekiwać na rozkaz atakowania z flanki. Zamierzano wciągnąć japońskie kolumny w obszar na zachodnim brzegu rzeki Laodao.

## Przebieg walk
6 września wydzielone oddziały japońskiej 6.Dywizji poprowadziły wypad w kierunku Dayunshanu. Celem ataku było odwrócenie uwagi od prawdziwego kierunku natarcia. Główne uderzenie ruszyło o świcie 17 września. Cztery kolumny IJA sprawnie przeprawiły się przez rzekę Xinqang pod Kangko, Xilufangiem, Dongxijie i Xingjiangshi. Xue Yue wydał rozkaz 4.Korpusowi Ou Zhena by przeciwstawił się nieprzyjacielowi stosując "metodę składającego się wachlarza", wycofując się powoli w kierunku rzeki Miluo. Japończycy osiągnęli jej nurt 19 września. Forsowanie rzeki odbyło się pod silnym ogniem kontratakujących 9 dywizji ANR i spowodowało duże straty. IJA trudno było użyć ciężkiej artylerii z powodu poruszania się na groblach między polami ryżowymi, a budowę stałych dróg niweczyła zbliżająca się pora deszczowa.
Próba okrążenia Chińczyków, poprzez uderzenia z przyczółków nad Miluo nie powiodła się. Ludzie z armii Xue tymczasem cofali się za Laodao. Większość sił japońskich atakowała wówczas w kierunku Changsha. 27 września o godz.16 Chińczycy ujrzeli japońskich spadochroniarzy, którzy opuszczali samoloty, by uderzyć na miasto z powietrza. Changsha stała się pierwszym miejscem przetestowania przez IJA desantu powietrznego, którego planowano użyć kilka miesięcy później na holenderskiej Sumatrze.
Bardzo dokładnie wyselekcjonowany liczący zaledwie kilkuset ludzi oddział zwany „zastępem Hayabuchi” sforsował bramy miasta od strony północnej. Wcześniej brawurowo przebył on rzekę Liuyang. Siły główne bezpośrednio atakujące Changsha, nie zdążyły się jednak z nimi połączyć. Obrońcy mający wsparcie ludności, która nienawidziła Japończyków wybili odział do cna po kilkugodzinnych bojach. Następnego dnia odparto atak czołówki japońskiej, która podeszła pod mury miejskie. Cesarskie oddziały saperskie, otrzymały drogą radiową informacje o dramacie spadochroniarzy, po to by zachęcić ich do przyśpieszenia pracy. W dziesięć dni stworzyli oni 60 mil dróg. Po 26 września pogoda nad Changsha się zmieniła i spadł rzęsisty deszcz. Zniweczyło to wysiłki japońskich saperów. Japońskie czołgi grzęzły w błocie, a chińscy kulisi, w liczbie 100 tys. masowo uciekali nocami.
28 września dowódca 6 Strefy Wojennej Chen Cheng, podjął na północ od Yangzi silne kontruderzenie na odległy Yichang, skutecznie dając wytchnienie zmęczonym dywizjom Xue. Wytrawny chiński dowódca doskonale znał teren na którym walczył. Zmobilizował on większość swoich sił, szybko przerzucając je groblami. Do końca września zablokował on większość żołnierzy cesarza pomiędzy rzekami Laodao a Liuyang.O szesnastej 30 września zmęczeni i osłabieni żołnierze japońscy rozpoczęli odwrót spod niezdobytego Changsha. Chińczycy przypuścili na nich atak w momencie kolejnych prób więcia szturmem miasta. Ścigające ich dywizje Xue atakowały ze skrzydeł. 5 i 8 października awangarda wojsk Xue przesła najpierw rzekę Miluo a następnie Xunqang. Wojska japońskie wróciły na swoje pozycję wyjściowe.
Równocześnie trwały zajadłe walki pod Yichangiem. Miasto było bardzo ważnym portem nad Yangzi. 9 października prawie udało się rozbić 13 Dywizję japońską która broniłą miasta. Położenie dywizji było tak rozpaczliwe, że jej sztab szykował się do spalenia sztandarów pułkowych, zniszczenia tajnych dokumentów i popełnienia samobójstwa. W porę sytuację uratowała jednak 39 Dywizja.

## Następstwa
Straty japońskie liczone w zabitych i rannych dosięgały do 40 tys. żołnierzy. Do niewoli zdołano wziąć 269 osób. Wojska chińskie zebrały z pobojowiska 1 347 karabinów, 38 karabinów maszynowych, 15 dział i 8 samochód pancernych. Straty japońskie były większe od przeciwnika. Chińskie sukces nie ulegał wątpliwości. Bitwa jak oceniał niechętny ANR obserwator amerykański Frank Dorn była doprawdy wielkim zwycięstwem Chińczyków.(...) Triumf generała Xue był całkowity; jego taktyka zwabienia przeciwnika w pułapkę udowodniła swoją wartość".
We wrześniu i październiku bitwa o Changsha, była jednym z nielicznych zwycięstw nad państwami osi w tym czasie, co dodawało znaczeniu odniesionemu zwycięstwu. Dla Czang Kaj-szeka zwycięska bitwa była argumentem politycznym. Od sierpnia amerykańska pomoc w ramach lend-lease'u szła szerokim strumieniem do ZSRS, od razu dystansując marną pomoc wysyłaną do Chin. Tymczasem żołnierze sowieccy poddawali się setkami tysięcy. We wrześniu, gdy trwała bitwa o Changsha, 665 tys. żołnierzy sowieckich poddawało się Niemcom pod Kijowem a wkrótce rekord ten pobito pod Wiaźmą. Czang rozumował,że skoro USA jest takie hojne do wspierania armii która nie chce walczyć to czemu ma niewspierać armii która walczy. Żaden niemiecki samolot nie mógł dosięgnąć Stanów Zjednoczonych z terytoriów ZSRS, z kolei mogły to uczynić samoloty japońskie atakujące np. Filipiny.
16 października premier Fumimaro Kanoe ogłosił dymisję swojego gabinetu. 18 października w przemówieniu radiowym Hideki Tōjō poinformował,że staje na czele rządu. Zapowiedział , że Japonia zdecydowana jest wnieść wkład do światowego pokoju, rozwiązując Incydent Chiński i tworząc Strefę Wspólnego Dobrobytu Wielkiej Azji Wschodniej.